# Sulfony

Obecný strukturní vzorec sulfonu

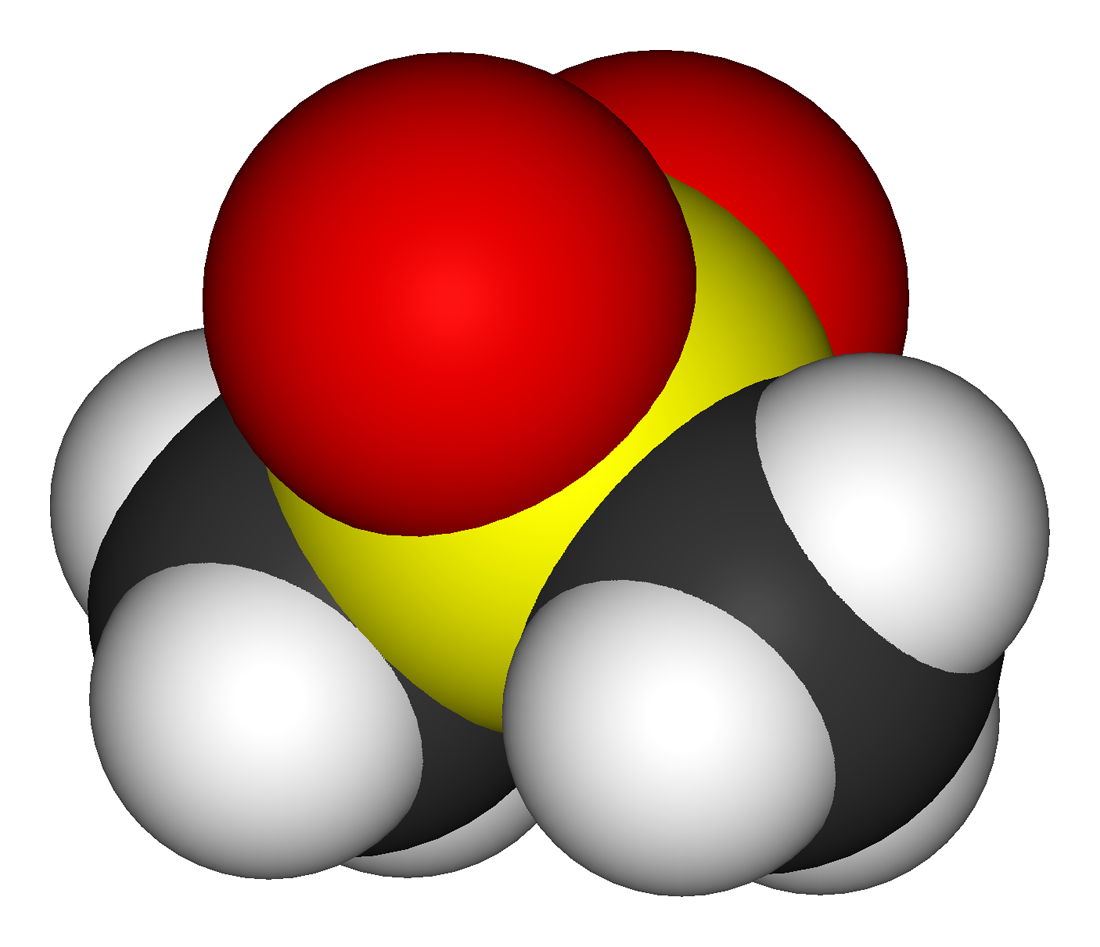
Model molekuly methylsulfonylmethanu (dimethylsulfonu)

Sulfony jsou sloučeniny se sulfonylovou funkční skupinou, na níž jsou navázány dva uhlíkové stomy. Centrální atom síry je ke dvěma kyslíkům vázán dvojnými vazbami a dvěma jednoduchými vazbami na uhlíkové atomy, které jsou většinou součástí skupin odvozených od uhlovodíků či jejich derivátů.

## Výroba
Sulfony se obvykle vyrábějí oxidací thioetherů, přičemž se tvoří sulfoxidové meziprodukty; příkladem může být oxidace dimethylsulfidu na dimethylsulfoxid, jenž je dále oxidován na methylsulfonylmethan (také nazývaný dimethylsulfon).´Při Rambergově-Bäcklundově reakci a Juliově olefinaci se sulfony mění na alkeny za eliminace oxidu siřičitého
V průmyslu se často používá sulfolan, sloučenina s cyklickou molekulou se vzorcem (CH2)4SO2. Tato látka se obvykle získává adicí oxidu siřičitého na buta-1,3-dien a následnou hydrogenací vzniklého sulfolenu.

### Výroba sulfonylací
Za podmínek vhodných pro Friedelovy–Craftsovy reakce mohou areny reagovat se sulfonylhalogenidy a anhydridy sulfonových kyselin za vzniku sulfonů. Jako katalyzátory se nejčastěji používají AlCl3, FeCl3, GaCl3, BF3, SbCl5, BiCl3 a Bi(OTf)3.
Při vnitromolekulární Friedel–Craftsově cyklizaci se používá 2-fenylethan-1-sulfonylchlorid, 3-fenylpropan-1-sulfonylchlorid a nebo 4-fenylbutan-1-sulfonylchlorid zahřívaný v nitrobenzenu za přítomnosti AlCl3. Reakce podobné Friedelovým–Craftsovým probíhají také u sulfenylchloridu a sulfinylchloridu, přičemž se vytváří sulfidy respektive sulfoxidy.

## Použití

### Jako rozpouštědla
Sulfolan se používá k extrakci mnoha významných sloučenin z ropy.

### Výroba polymerů
Bylo vyvinuto několik polymerů, které mají v molekulách sulfonové skupiny. Tyto materiály se vyznačují značnou odolností vůči oxidaci, korozi a vysokým teplotám. Prekurzory těchto polymerů jsou například bisfenol S a 4,4'-dichlordifenylsulfon.

### Farmakologie
K sulfonům používaným na výrobu léků patří mimo jiné dapson, jenž byl dříve používán k léčbě lepry, Duhringovy nemoci a tuberkulózy. Některé jeho deriváty, například promin, byly také zkoumány nebo dokonce využity v medicíně, ovšem celkově jsou sulfony jako skupina léčiv méně významné než sulfonamidy.

## Názvosloví
Sulfony jsou často zaměňovány se sulfonamidy, které však mají na atom síry navázaný jeden atom uhlíku a jeden atom dusíku, zatímco u sulfonů jsou na něj navázány dva uhlíkové atomy; mechanismy působení těchto dvou skupin látek jsou rovněž odlišné.

## Obdobné sloučeniny
Obdobami sulfonů jsou selenony a tellurony, u nichž je atom síry ze sulfonu nahrazen selenem případně tellurem.